# A Ferencvárosi TC 1923–1924-es szezonja
A Ferencvárosi TC 1923–1924-es szezonja szócikk a Ferencvárosi TC első számú férfi labdarúgócsapatának egy szezonjáról szól, mely összességében és sorozatban is a 21. idénye volt a csapatnak a magyar első osztályban. A klub fennállásának ekkor volt a 25. évfordulója.

## Mérkőzések
| Színmagyarázat | Színmagyarázat |
| -------------- | -------------- |
|                | Győzelem.      |
|                | Döntetlen.     |
|                | Vereség.       |

### Bajnokság (I. osztály) 1923–24

#### Őszi fordulók
| 1923. augusztus 26. |

| Újpest | 0 – 2       | Ferencváros |
| ------ | ----------- | ----------- |
|        | Jegyzőkönyv | Kelemen     |

| Megyeri út, Újpest |

| 1923. szeptember 2. |

| Ferencváros                    | 4 – 0       | Újpesti Törekvés SE |
| ------------------------------ | ----------- | ------------------- |
| Eisenhoffer Héger Egri Kelemen | Jegyzőkönyv |                     |

| Üllői út, Budapest |

| 1923. szeptember 9. |

| Ferencváros    | 4 – 1       | Törekvés SE |
| -------------- | ----------- | ----------- |
| Pataki Kelemen | Jegyzőkönyv |             |

| Üllői út, Budapest |

| 1923. szeptember 16. |

| Kispest | 0 – 2       | Ferencváros       |
| ------- | ----------- | ----------------- |
|         | Jegyzőkönyv | Eisenhoffer Szabó |

| Hungária körút, Budapest |

| 1923. szeptember 30. |

| MTK | 2 – 1               | Ferencváros |
| --- | ------------------- | ----------- |
|     | (0 – 1) Jegyzőkönyv | Tóth Potya  |

| Hungária körút, Budapest |

| 1923. október 7. |

| Ferencváros                  | 3 – 0       | Budapesti TC |
| ---------------------------- | ----------- | ------------ |
| Eisenhoffer Kelemen Mészáros | Jegyzőkönyv |              |

| Üllői út, Budapest |

| 1923. október 21. |

| Ferencváros | 1 – 1       | 33 FC |
| ----------- | ----------- | ----- |
| Pataki      | Jegyzőkönyv |       |

| Üllői út, Budapest |

| 1923. október 31. |

| Ferencváros | 1 – 1       | III. Kerületi TVE |
| ----------- | ----------- | ----------------- |
| Tóth Potya  | Jegyzőkönyv |                   |

| Üllői út, Budapest |

| 1923. november 4. |

| Ferencváros        | 2 – 2       | Vasas |
| ------------------ | ----------- | ----- |
| Eisenhoffer Pataki | Jegyzőkönyv |       |

| Üllői út, Budapest |

- A 82. percben félbeszakadt. A hiányzó játékidőt november 14-én játszották le.

| 1923. november 9. |

| VAC | 0 – 0               | Ferencváros |
| --- | ------------------- | ----------- |
|     | (0 – 0) Jegyzőkönyv |             |

| Budapest |

| 1923. november 11. |

| Ferencváros        | 3 – 0       | Zuglói AC |
| ------------------ | ----------- | --------- |
| Pataki Eisenhoffer | Jegyzőkönyv |           |

| Üllői út, Budapest |

| 1923. november 18. |

| Ferencváros | 0 – 2       | MTK |
| ----------- | ----------- | --- |
|             | Jegyzőkönyv |     |

| Üllői út, Budapest |

| 1923. december 2. |

| Ferencváros  | 4 – 0               | Kispest |
| ------------ | ------------------- | ------- |
| Pataki Héger | (1 – 0) Jegyzőkönyv |         |

| Üllői út, Budapest |

| 1923. december 9. |

| Ferencváros | 1 – 0       | Újpesti Törekvés SE |
| ----------- | ----------- | ------------------- |
| Balassa     | Jegyzőkönyv |                     |

| Üllői út, Budapest |

| 1923. december 16. |

| III. Kerületi TVE | 1 – 1       | Ferencváros |
| ----------------- | ----------- | ----------- |
|                   | Jegyzőkönyv | Hungler     |

| Budapest |

#### Tavaszi fordulók
| 1924. február 24. |

| 33 FC | 0 – 0               | Ferencváros |
| ----- | ------------------- | ----------- |
|       | (0 – 0) Jegyzőkönyv |             |

| Üllői út, Budapest |

| 1924. március 2. |

| Vasas | 1 – 2       | Ferencváros       |
| ----- | ----------- | ----------------- |
|       | Jegyzőkönyv | Eisenhoffer Héger |

| Üllői út, Budapest |

| 1924. március 9. |

| Ferencváros        | 2 – 1               | Újpest |
| ------------------ | ------------------- | ------ |
| Eisenhoffer Pataki | (0 – 1) Jegyzőkönyv |        |

| Üllői út, Budapest |

| 1924. március 16. |

| Zuglói AC | 2 – 0       | Ferencváros |
| --------- | ----------- | ----------- |
|           | Jegyzőkönyv |             |

| Üllői út, Budapest |

| 1924. március 23. |

| Ferencváros | 0 – 0               | VAC |
| ----------- | ------------------- | --- |
|             | (0 – 0) Jegyzőkönyv |     |

| Üllői út, Budapest |

| 1924. március 30. |

| Budapesti TC | 0 – 0               | Ferencváros |
| ------------ | ------------------- | ----------- |
|              | (0 – 0) Jegyzőkönyv |             |

| Üllői út, Budapest |

| 1924. április 15. |

| Törekvés SE | 1 – 3               | Ferencváros                   |
| ----------- | ------------------- | ----------------------------- |
|             | (0 – 1) Jegyzőkönyv | Eisenhoffer Tóth Potya Pataki |

| Üllői út, Budapest |

#### A végeredmény
| #  | Csapat              | J  | Gy | D  | V  | Rg | Kg | Gk  | P  | Megjegyzés |
| -- | ------------------- | -- | -- | -- | -- | -- | -- | --- | -- | ---------- |
| 1  | MTK                 | 22 | 19 | 2  | 1  | 50 | 11 | +39 | 40 | Bajnok     |
| 2  | Ferencvárosi TC     | 22 | 11 | 8  | 3  | 36 | 15 | +21 | 30 |            |
| 3  | Újpesti TE          | 22 | 12 | 4  | 6  | 39 | 15 | +24 | 28 |            |
| 4  | Budapesti TC        | 22 | 10 | 5  | 7  | 23 | 21 | +2  | 25 |            |
| 5  | VAC                 | 22 | 7  | 5  | 10 | 18 | 31 | -13 | 19 |            |
| 6  | Zuglói AC           | 22 | 7  | 5  | 10 | 16 | 28 | -12 | 19 |            |
| 7  | Törekvés SE         | 22 | 6  | 6  | 10 | 28 | 29 | -1  | 18 |            |
| 8  | III. Kerületi TVE   | 22 | 4  | 10 | 8  | 21 | 23 | -2  | 18 |            |
| 9  | Vasas TE            | 22 | 7  | 4  | 11 | 28 | 36 | -8  | 18 |            |
| 10 | Kispesti AC         | 22 | 5  | 8  | 9  | 18 | 33 | -15 | 18 |            |
| 11 | 33 FC               | 22 | 5  | 7  | 10 | 14 | 17 | -3  | 17 | Kiesett    |
| 12 | Újpesti Törekvés SE | 22 | 5  | 4  | 13 | 26 | 48 | -22 | 14 | Kiesett    |

### Egyéb mérkőzések
| 1923. augusztus 7. |

| Ungvári MTE | 0 – 2       | Ferencváros |
| ----------- | ----------- | ----------- |
|             | Jegyzőkönyv | Kelemen     |

| Ungvár |

| 1923. augusztus 8. |

| Ungvári AC | 0 – 1       | Ferencváros |
| ---------- | ----------- | ----------- |
|            | Jegyzőkönyv | Egri        |

| Ungvár |

| 1923. augusztus 11. |

| Makkabea | 2 – 7       | Ferencváros |
| -------- | ----------- | ----------- |
|          | Jegyzőkönyv | Pataki Egri |

| Rózsahegy |

| 1923. augusztus 16. |

| Boldklubben af 1893 | 2 – 0       | Ferencváros |
| ------------------- | ----------- | ----------- |
|                     | Jegyzőkönyv |             |

| Koppenhága |

| 1923. augusztus 18. |

| Koppenhága válogatott | 8 – 0       | Ferencváros |
| --------------------- | ----------- | ----------- |
|                       | Jegyzőkönyv |             |

| Koppenhága |

| 1923. október 14. |

| Amateure | 1 – 1       | Ferencváros |
| -------- | ----------- | ----------- |
|          | Jegyzőkönyv | Kelemen     |

| Bécs |

| 1923. december 27. |

| Galatasaray | 1 – 1       | Ferencváros |
| ----------- | ----------- | ----------- |
|             | Jegyzőkönyv | Pataki      |

| Konstantinápoly |

| 1924. január 1. |

| Altun Ordu | 0 – 8       | Ferencváros                          |
| ---------- | ----------- | ------------------------------------ |
|            | Jegyzőkönyv | Pataki Kelemen Héger Balassa Furmann |

| Konstantinápoly |

| 1924. január 4. |

| Fenerbahçe SK | 1 – 4       | Ferencváros               |
| ------------- | ----------- | ------------------------- |
|               | Jegyzőkönyv | Tóth Potya Pataki Kelemen |

| Konstantinápoly |

| 1924. január 6. |

| Törökország | 0 – 3       | Ferencváros    |
| ----------- | ----------- | -------------- |
|             | Jegyzőkönyv | Pataki Kelemen |

| Konstantinápoly |

| 1924. április 20. |

| Újpest | 3 – 1       | Ferencváros |
| ------ | ----------- | ----------- |
|        | Jegyzőkönyv | Eisenhoffer |

| Hungária körút, Budapest |

| 1924. április 21. |

| MTK | 5 – 0       | Ferencváros |
| --- | ----------- | ----------- |
|     | Jegyzőkönyv |             |

| Hungária körút, Budapest |

| 1924. április 27. |

| Ferencváros | 1 – 3       | Vienna FC |
| ----------- | ----------- | --------- |
| Jeszmás     | Jegyzőkönyv |           |

| Hungária körút, Budapest |

| 1924. május 4. |

| SK Jugoszlavija | 1 – 2       | Ferencváros  |
| --------------- | ----------- | ------------ |
|                 | Jegyzőkönyv | Kohut Pataki |

| Belgrád |

| 1924. május 6. |

| Beogradski SK | 3 – 1       | Ferencváros |
| ------------- | ----------- | ----------- |
|               | Jegyzőkönyv | Eisenhoffer |

| Belgrád |

| 1924. június 9. |

| Norden-Nordwest | 0 – 2       | Ferencváros        |
| --------------- | ----------- | ------------------ |
|                 | Jegyzőkönyv | Pataki Eisenhoffer |

| Berlin |

| 1924. június 11. |

| Dresdner Brandenburg SC | 1 – 2       | Ferencváros |
| ----------------------- | ----------- | ----------- |
|                         | Jegyzőkönyv | Eisenhoffer |

| Drezda |

| 1924. június 14. |

| Rasenport Hamburg | 0 – 3       | Ferencváros            |
| ----------------- | ----------- | ---------------------- |
|                   | Jegyzőkönyv | Eisenhoffer Steczovits |

| Hamburg |

| 1924. június 15. |

| Union Altona | 2 – 4       | Ferencváros |
| ------------ | ----------- | ----------- |
|              | Jegyzőkönyv | Eisenhoffer |

| Hamburg |

| 1924. június 17. |

| Hannover, Oldenburg kerületi válogatott | 1 – 2       | Ferencváros        |
| --------------------------------------- | ----------- | ------------------ |
|                                         | Jegyzőkönyv | Pataki Eisenhoffer |

| Hamburg |

| 1924. június 21. |

| Cracowia | 1 – 2       | Ferencváros |
| -------- | ----------- | ----------- |
|          | Jegyzőkönyv | Eisenhoffer |

| Krakkó |

| 1924. június 22. |

| Makkabea Krakkó | 1 – 7       | Ferencváros                  |
| --------------- | ----------- | ---------------------------- |
|                 | Jegyzőkönyv | Eisenhoffer Steczovits Kohut |

| Krakkó |

## Külső hivatkozások
- A csapat hivatalos honlapja (magyarul)
- Az 1923–1924-es szezon menetrendje a tempofradi.hu-n (magyarul)